# 現代詩女流賞
現代詩女流賞（げんだいしじょりゅうしょう）は、かつて存在した日本の文学賞。文化出版局が1976年に、女性雑誌『ミセス』創刊15周年を記念して、現代短歌女流賞、現代俳句女流賞とともに創設した。女性の詩集に与えられた。1989年の第13回をもって終了した。

## 受賞者
- 第1回　1976年　三井葉子『浮舟』
- 第2回　1977年　会田千衣子『フェニックス』
- 第3回　1978年　田村さと子『イベリアの秋』
- 第4回　1979年　山本沖子『朝の祈り』
- 第5回　1980年　多田智満子『蓮喰いびと』
- 第6回　1981年　太原千佳子『物たち』
- 第7回　1983年　藤原菜穂子『いま私の岸辺を』
- 第8回　1984年　菊池敏子『紙の刃』
- 第9回　1985年　征矢泰子『すこしゆっくり』
- 第10回　1986年　高田敏子『夢の手』
- 第11回　1987年　高橋順子『花まいらせず』
- 第12回　1988年　永瀬清子『あけがたにくる人よ』
- 第13回　1989年　村瀬和子『氷見のように』

## 選考委員
- 伊藤桂一、安西均、新川和江、薩摩忠、吉野弘

## 参考
- 『文学賞事典』広田広三郎
- 『文藝年鑑』